# Nya patriotiska partiet
Nya patriotiska partiet (NPP) är ett av två ledande politiska partier i Ghana.
I maj 1994 blev en parlamentsledamot från NPP, Karim Salifu Adam, häktad under Jerry Rawlings styre. Adam uppgav att han torterats medan hade hölls totalisolerad i hemligt häkte. Senare dömdes han till högförräderi, för att ha motarbetat den dåvarande regeringen. 
När John Kufuor vann presidentvalet år 2000, kom det medföra det första fredliga maktövertagandet sedan Ghanas självständighet 1957. Kufuor omvaldes 2004 men eftersom grundlagen förhindrar omval mer än en gång så kunde han inte ställa upp i presidentvalet 2008.
NPP:s kandidat i detta val blev istället Nana Akufo-Addo, som i den inledande valomgången fick flest röster (49,13 %). Men eftersom ingen kandidat fick över 50% av rösterna så kommer en andra valomgång att hållas den 28 december 2008. Akufo-Addo ställs då mot sin huvudmotståndare John Atta-Mills, Rawlings gamle vicepresident. 